# Iglesia de los Santos Justo y Pastor (Sepúlveda)
La iglesia de los Santos Justo y Pastor es un templo de la localidad española de Sepúlveda, en la provincia de Segovia.

## Descripción
Se ubica en el municipio segoviano de Sepúlveda, en la comunidad autónoma de Castilla y León. La iglesia, de estilo románico, alberga hoy día un museo, el llamado Museo de los Fueros.
La iglesia fue declarada monumento histórico-artístico perteneciente al Tesoro Artístico Nacional el 3 de junio de 1931, durante la Segunda República, mediante un decreto publicado el día 4 de ese mismo mes en la Gaceta de Madrid, con la rúbrica del presidente del Gobierno provisional de la República Niceto Alcalá-Zamora y el ministro de Educación Pública y Bellas Artes Marcelino Domingo y Sanjuán.
En la actualidad tiene la consideración de bien de interés cultural.